# Linéaires
 (février 2015).
Si vous disposez d'ouvrages ou d'articles de référence ou si vous connaissez des sites web de qualité traitant du thème abordé ici, merci de compléter l'article en donnant les références utiles à sa vérifiabilité et en les liant à la section « Notes et références ».
Pour les articles homonymes, voir Linéaire.
Linéaires est un média professionnel français traitant du secteur de la grande distribution alimentaire.
Le magazine mensuel, créé en 1986, est édité à 12 000 exemplaires et diffusé auprès des grandes et moyennes surfaces alimentaires, leur siège ainsi que leurs fournisseurs.
Le site internet Lineaires.com est actualisé quotidiennement avec des articles ou vidéos.
La marque organise également des événements en présentiel ou distanciel autour des thématiques de la distribution et des produits alimentaires.
La marque est la propriété des Editions du Boisbaudry.

## Diffusion
Le magazine est diffusé à 6 170 exemplaires payants mensuels en France en 2016.